# Gleison Tibau
Janigleison Herculano Alves, mer känd som Gleison Tibau, född 10 juli 1983 i Tibau, är en brasiliansk MMA-utövare som 2006-2018 tävlade i organisationen Ultimate Fighting Championship.